# 国際連合安全保障理事会決議116
国際連合安全保障理事会決議116（こくさいれんごうあんぜんほしょうりじかいけつぎ116、英: United Nations Security Council Resolution 116, UNSCR116）は、1956年6月26日に国際連合安全保障理事会で全会一致のもと採択された決議。チュニジアの国連加盟申請を検討した後、チュニジア加盟の承認を総会に勧告した。